# Stemma del Benin
Lo stemma del Benin è il simbolo araldico ufficiale del paese, adottato una prima volta nel 1964 per poi essere sostituito nel 1975 e ripreso nel 1990. Consiste in uno scudo diviso in quattro settori da una linea rossa: nel primo è raffigurato un castello Somba, nel secondo la stella del Benin, nel terzo una palma e nel quarto una nave. Lo scudo è sostenuto da due leopardi e sovrastato da due cornucopie. In basso un cartiglio riporta il motto del paese: Fraternité, Justice, Travail (fratellanza, giustizia, lavoro).